# Oskolki

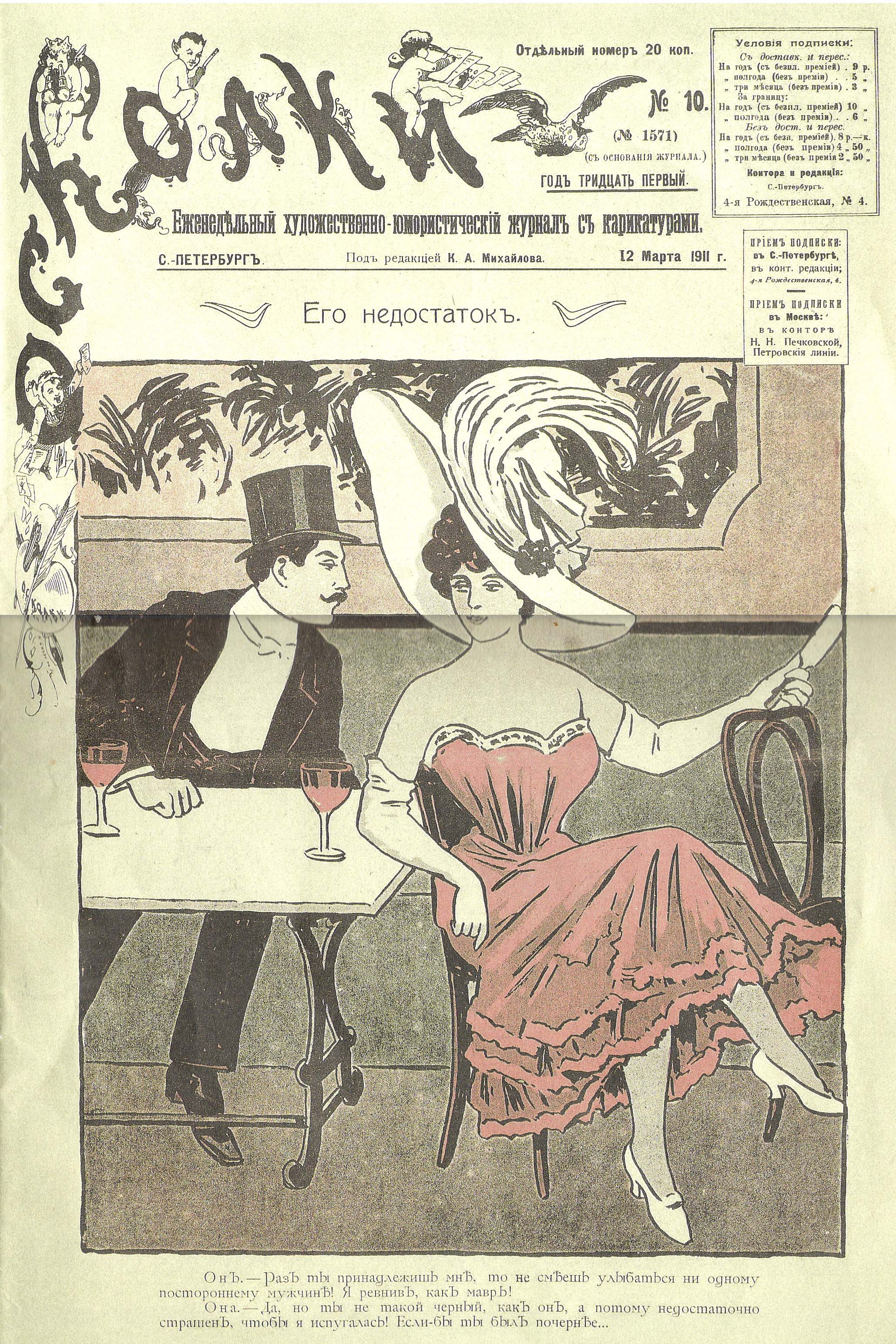
Titelblatt vom 12. März 1911

Oskolki (russisch Осколки ‚Der Splitter‘) war ein humoristisches literarisch-künstlerisches Wochenblatt, das 1881–1916 in Sankt Petersburg in russischer Sprache erschien.

## Überblick
Von 1882 bis 1906 leitete Nikolai Leikin die Zeitung und bis 1908 der Humorist Wiktor Bilibin.
In den 1880er Jahren waren Die Splitter eines der beliebtesten und frechsten russischen Witzblätter. Anton Tschechow veröffentlichte zu Beginn seiner Karriere, also 1882–1887, in dieser Zeitung mehr als 270 Arbeiten – darunter 1884 seine erste Kurzgeschichtensammlung Melpomene (russisch Сказки Мельпомены Skaski Melpomeny). Neben Tschechow waren Alexander Amfiteatrow, Alexei Budischtschew, Wladimir Giljarowski, Pjotr Gneditsch, Jewgeni Koni, Konstantin Ldow, Wladimir Masurkewitsch, Liodor Palmin und Nikolai Posnjakow schriftstellerisch für das Wochenblatt tätig. Als Karikaturisten wirkten Alexei Afanasjew, Alexander Lebedew und Anton Tschechows Bruder Nikolai.